# Myosurus apetalus
Myosurus apetalus là một loài thực vật có hoa trong họ Mao lương. Loài này được Gay mô tả khoa học đầu tiên năm 1845.